# Ludwig Reichenbach

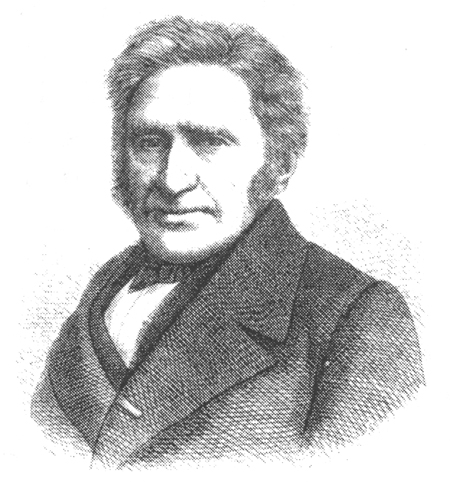
Heinrich Gottlieb Ludwig Reichenbach

Heinrich Gottlieb Ludwig Reichenbach (* 8. Januar 1793 in Leipzig; † 17. März 1879 in Dresden) war ein sächsischer, deutscher Naturwissenschaftler, Zoologe und Botaniker. Sein Name wird in wissenschaftlicher Literatur mit Rchb. abgekürzt.

## Leben und Wirken
Reichenbach war der Sohn von Johann Friedrich Jacob Reichenbach, Konrektor an der Thomasschule in Leipzig und Verfasser des 1818 erschienenen ersten griechisch-deutschen Wörterbuchs. Sein Sohn Heinrich Gustav Reichenbach war ebenfalls Botaniker und Orchideenforscher.
Reichenbach studierte ab 1810 Medizin und Naturwissenschaften an der Universität Leipzig, wo er 1815 zum Dr. phil. und  1817 zum Dr. med. promoviert wurde. Er habilitierte sich 1818 und wurde im selben Jahr außerordentlicher Professor, 1820 Ordinarius für Naturgeschichte an der Chirurgisch-medizinischen Akademie in Dresden. Reichenbach war dort bis zu deren Auflösung 1862 tätig. Er war zugleich Direktor der Naturhistorischen Sammlungen am Zwinger. Außerdem leitete er den von ihm selbst zusammen mit Carl Adolph Terscheck (1782–1869) und dessen Bruder Johann Gottfried Terscheck (1784–1870) begründeten Botanischen Garten von Dresden bis zu seinem Tode. Auch war Reichenbach 1818 einer der Mitbegründer der Naturforschenden Gesellschaft zu Leipzig. Im Jahr 1820 wurde er zum Mitglied der Leopoldina gewählt.
Reichenbach machte sich sowohl um die Flora als auch die Fauna Deutschlands in einer Reihe von Werken verdient. Er strebte ein natürliches System der Arten an. Im Jahr 1826 gründete er die Sächsische Gesellschaft für Botanik und Gartenbau „Flora“ zu Dresden, in der er bis 1843 als Vorstand fungierte.
Reichenbach war jahrzehntelang Präsident der Naturwissenschaftlichen Gesellschaft ISIS Dresden, der angesehensten naturwissenschaftlichen Gesellschaft in Dresden, in der er von 1836 bis 1866 als Vorsitzender tätig war. 1834 initiierte Reichenbach den Tierschutzverein Dresden, der 1839 gegründet wurde. Der Tierschutzverein und die ISIS bestehen bis heute.

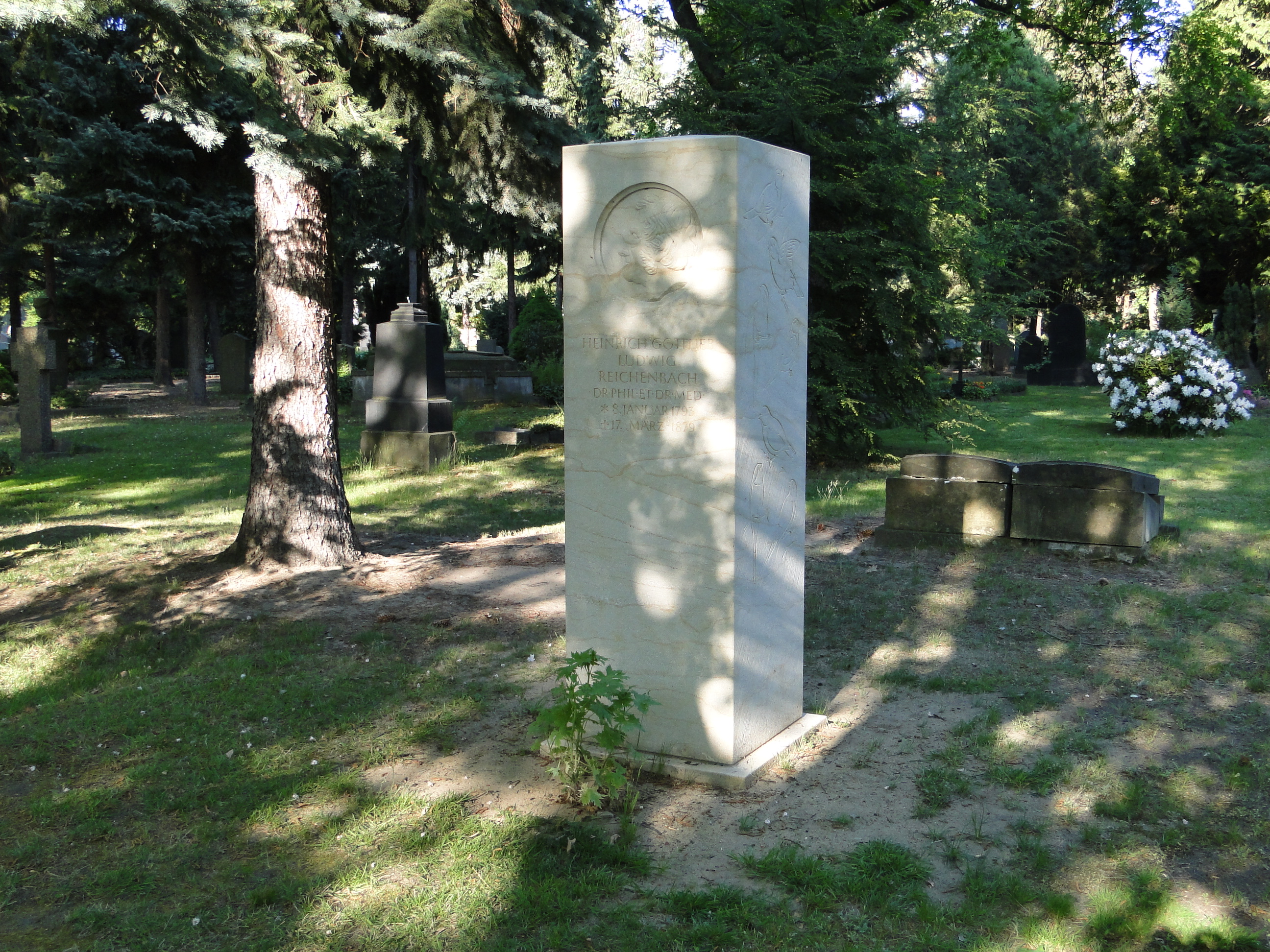
Gedenkstele für Ludwig Reichenbach auf dem Trinitatisfriedhof in Dresden

Zu seinen bekanntesten Büchern gehört seine „Vollständige Naturgeschichte der Säugetiere und Vögel“. Seine botanischen wie zoologischen Bücher sind mit lebensnahen Bildern illustriert, die zum Teil von ihm selbst gezeichnet wurden.
Reichenbach starb 1879 und wurde auf dem Trinitatisfriedhof in Dresden-Johannstadt beerdigt. Das Grabmal wurde aber nach Aufgabe des Nutzungsrecht beräumt. Die Friedhofsverwaltung vergab die Grabstelle jedoch nicht mehr, so dass auf Initiative der Senckenberg Naturhistorischen Sammlungen Dresden eine Stele errichtet werden konnte, die am 11. September 2011 enthüllt wurde.
Die Reichenbachstraße in Dresden trägt seinen Namen.

## Ehrungen und Dedikationsnamen
Die Pflanzengattung Reichenbachia Spreng. aus der Familie der Wunderblumengewächse (Nyctaginaceae) ist nach ihm benannt worden, ferner auch eine Veilchenart, das Waldveilchen oder Reichenbachs Veilchen (Viola reichenbachiana Jord. ex Boreau). José Jerónimo Triana verwendete für die Kondorliane den Namen Marsdenia reichenbachii.
Interessanterweise verwendete William Elford Leach 1826 ebenfalls den Gattungsnamen Reichenbachia für einen Käfer aus der Familie der Kurzflügler (Staphylinidae). Ein weiteres Insekt, welches seinen Namen beinhaltet, gehört zur Familie der Köcherjungfern (Limnephilidae) und wurde von Friedrich Kolenati 1884 als Enoicyla reichenbachii beschrieben.
Auch in der Ornithologie wurde Reichenbach in Artepitheta geehrt. So vergab Carl Johann Gustav Hartlaub 1857 für den Reichenbachnektarvogel den Namen Anabathmis reichenbachii und benannte bereits 1852 eine Unterart des Zimtkopfliest als Todiramphus cinnamominus reichenbachii. Auch August von Pelzeln beschrieb 1870 zu Ehren Reichenbachs eine Unterart der Rotachseltaube als Leptotila rufaxilla reichenbachii. Schließlich beschrieben Jean Louis Cabanis und Ferdinand Heine 1863 in Museum Heineanum eine Unterart des Rußspechts als Veniliornis fumigatus reichenbachi.
Im Holländischen findet man außerdem den Trivialnamen Reichenbachs Honingeter für den Papuahonigfresser (Meliphaga analoga).
Auch im Englischen findet man bei manchen Autoren einen Trivialnamen namens Reichenbach's Whitethroat (Leucochloris malvina). Lange galt dieses Taxon, das Reichenbach 1855 beschrieben hat, als gültige Art. Heute wird das Taxon als möglicher Hybride zwischen dem Weißkehlkolibri (Leucochloris albicollis) und dem Goldbauch-Smaragdkolibri (Chlorostilbon lucidus) betrachtet.

## Schriften
- Flora germanica excursoria (1830–1832, 3 Bände) online doi:10.5962/bhl.title.309
- Flora exotica (1834–1836)
- Der Hund in seinen Haupt- und Nebenraçen (1835)
- Flora germanica exsiccata (1830–1845)
- Übersicht des Gewächsreichs und seiner natürlichen Entwickelungsstufen (1828)
- Handbuch des natürlichen Pflanzensystems (1837) doi:10.5962/bhl.title.7598, 2. Ausg. (1850) doi:10.5962/bhl.title.7572
- Das Herbarienbuch (1841) doi:10.5962/bhl.title.7694
- Magazin der ästhetischen Botanik oder Abbildung und Beschreibung der für Gartencultur empfehlungswerthen Gewächse, nebst Angabe ihrer Erziehung; (1821–1826, mit 96 Tafeln)
- Monographia generis Aconiti (1820, mit 19 Tafeln)
- Illustratio specierum Aconiti generis (1823–1827, mit 72 Tafeln)
- Iconographia botanica s. Plantae criticae. Icones plantarum rariorum et minus rite cognitarum, indigenarum exoticarumque [...]. Leipzig 1823–1832 (mit 1.000 Tafeln)
- Iconographia botanica exotica (1827–1830) doi:10.5962/bhl.title.46725
- Regnum animale (1834–1836, mit 79 Tafeln)
- Deutschlands Fauna (1842, 2 Bände)
- Vollständigste Naturgeschichte des In- und Auslandes (1845–1854, 2 Sektionen in 9 Bänden mit über 1.000 Tafeln), darunter
  - Die neuentdeckten Vögel Neuhollands (1845) doi:10.5962/bhl.title.48999
  - Der Säugethiere (1845–1846) doi:10.5962/bhl.title.16011
  - Handbuch der speciellen Ornithologie (1851–1854)
  - Die vollständigste Naturgeschichte der Affen (1862)
- Aufzählung der Colibris oder Trochilideen in ihrer wahren natürlichen Verwandtschaft, nebst Schlüssel ihrer Systematik. (1854) online
- Trochilinarum enumeratio : ex affinitate naturali reciproca primum ducta provisoria (1855) doi:10.5962/bhl.title.50085
- Avium systema naturale (1850) doi:10.5962/bhl.title.49034
- Anatomia mammalium (1845) doi:10.5962/bhl.title.37918
- Blicke in das Leben der Thierwelt (1843) doi:10.5962/bhl.title.39637
- Flora Saxonica (1842) doi:10.5962/bhl.title.6669, 2. Ausg. (1844) doi:10.5962/bhl.title.6666